# Liste der Mitglieder des Zweiten Vereinigten Landtages der Provinz Brandenburg
Diese Liste nennt die Mitglieder des Zweiten Vereinigten Landtages aus der Provinz Brandenburg 1848.

## Hintergrund
Formal war der Vereinigte Landtag ein gemeinsames Zusammenkommen der Provinziallandtage Preußens. Entsprechend setzte sich die Gruppe der Abgeordneten aus der Provinz Brandenburg so zusammen, wie der Provinziallandtag der Provinz Brandenburg.

## Liste der Abgeordneten
| Kurie                                 | Wahlbezirk                  | Abgeordneter                                                                   | Anmerkung                                                                               |
| Stand der Prälaten, Grafen und Herren | Domkapitel Brandenburg      | Kammerherr Gustav Erdmann Camillus von Brandt                                  |                                                                                         |
| Stand der Prälaten, Grafen und Herren | Solms-Baruth                | Graf Friedrich zu Solms-Baruth                                                 | Stellvertretender Provinziallandtagsmarschall                                           |
| Stand der Prälaten, Grafen und Herren | Herrschaft Sonnenwalde      | Graf Wilhelm zu Solms-Sonnenwalde                                              |                                                                                         |
| Stand der Prälaten, Grafen und Herren | Herrschaft Pförten          | Graf Friedrich August von Brühl                                                | Pförten                                                                                 |
| Stand der Prälaten, Grafen und Herren | Standesherrschaft Drehna    | Graf Otto zu Lynar                                                             | Lübbenau                                                                                |
| Stand der Prälaten, Grafen und Herren | Standesherrschaft Straupitz | Graf Heinrich von Houwald                                                      | Straupitz                                                                               |
| Stand der Prälaten, Grafen und Herren | Standesherrschaft Amtitz    | Ludwig (Ferdinand Karl Erdmann Alexander Deodatus) Prinz zu Schönaich-Carolath | Amtitz                                                                                  |
| Stand der Prälaten, Grafen und Herren | Majorat Neuhardenberg       | Graf Curt von Hardenberg-Reventlow                                             | Neu Hardenberg                                                                          |
| Stand der Prälaten, Grafen und Herren | Majorat Boitzenburg         | Adolf Heinrich von Arnim-Boitzenburg                                           | Boitzenburg                                                                             |
| Stand der Prälaten, Grafen und Herren | Majorat Gölsdorf            | Graf Friedrich Wilhelm von Reden                                               | Goeroldsdorf                                                                            |
| Ritterschaft                          | Luckenwalde                 | Adolf von Rochow                                                               | Oberstleutnant a. D., Provinziallandtagsmarschall und Hofmarschall, Stülpe              |
| Ritterschaft                          | Altmark                     | Wilhelm von der Schulenburg                                                    | Landrat, Salzwedel                                                                      |
| Ritterschaft                          | Altmark                     | Friedrich Ludwig Karl von Knoblauch                                            | Landrat a. D. Osterholz                                                                 |
| Ritterschaft                          |                             | von Werbeck                                                                    | Regierungsrat zu Berlin                                                                 |
| Ritterschaft                          | Altmark                     | Wilhelm von Bismarck-Briest                                                    | Deichhauptmann                                                                          |
| Ritterschaft                          | Prignitz                    | Julius Hermann von Rohr                                                        | Haupt-Ritterschafts- und Landarmen-Direktor, Berlin                                     |
| Ritterschaft                          | Prignitz                    | Carl von Jena                                                                  | Kammerherr, Nettelbeck                                                                  |
| Ritterschaft                          | Westhavelland               | Albert von Katte                                                               | Ritterschaftsrat und Kreisdeputierter, Roskow                                           |
| Ritterschaft                          | Osthavelland                | Friedrich Baron Digeon von Monteton                                            | Haupt-Ritterschaftsdirektor, Regierungs- und Landesökonomierat, Berlin                  |
| Ritterschaft                          | Ruppin                      | Friedrich Wilhelm von Schenkendorf                                             | Major a. D., Landrat, Wulkow                                                            |
| Ritterschaft                          | Oberbarnim                  | Albert von Bredow                                                              | Kreisdeputierter und Ritterschaftsrat, Wölsickendorf                                    |
| Ritterschaft                          | Niederbarnim                | K. A. von Veltheim                                                             | Major a. D. und Kreisdeputierter, Schönflies                                            |
| Ritterschaft                          | Lebus                       | Ludwig von Massow                                                              | Wirklicher Geheimer Rat, Berlin                                                         |
| Ritterschaft                          | Teltow                      | Eduard von Haeseler                                                            | Ritterschaftsrat und Kreisdeputierter, Blankenfelde                                     |
| Ritterschaft                          | Zauche                      | Friedrich von Brucken gen. Baron von Fock                                      | Oberregierungsrat, Potsdam                                                              |
| Ritterschaft                          | Beeskow-Storkow             | Eduard von Löschebrand                                                         | Landrat, Beeskow                                                                        |
| Ritterschaft                          | Jüterbog                    | August Werner von Meding                                                       | Oberpräsident, Potsdam                                                                  |
| Ritterschaft                          | Belzig                      | Ludwig Heinrich Wilhelm von Oppen                                              | Fredersdorf                                                                             |
| Ritterschaft                          | Uckermark                   | Otto Friedrich Carl Arnim                                                      | Oberstleutnant a. D. und Kreisdeputierter, Criewen                                      |
| Ritterschaft                          | Uckermark                   | August von Winterfeldt                                                         | Kammergerichtsrat, Menkin                                                               |
| Ritterschaft                          |                             | Ludwig Bredow                                                                  | Kreis-Justizrat, Dramburg                                                               |
| Ritterschaft                          |                             | Adolf von Brand                                                                | Königlicher Kammerherr, Lauchstedt                                                      |
| Ritterschaft                          |                             | Gustav Adolf Wilhelm                                                           | Ritterschaftsrat, Falkenwalde                                                           |
| Ritterschaft                          |                             | Eduard von Waldow und Reitzenstein                                             | Leutnant a. D., Reizenstein                                                             |
| Ritterschaft                          |                             | Julius von Mandel                                                              | Kreisdeputierter und Landesältester, Wallmersdorf                                       |
| Ritterschaft                          |                             | von Scholten                                                                   | Rittergutsbesitzer, Plau                                                                |
| Ritterschaft                          |                             | Julius Eduard von Poncet                                                       | Landrat zu Spremberg                                                                    |
| Ritterschaft                          |                             | Bernhard von Patow                                                             | Landsyndikus des Markgrafentums Niederlausitz, Geheimer Rat zu Lübben                   |
| Ritterschaft                          |                             | Robert von Patow                                                               | Wirklicher Geheimer Legationsrat                                                        |
| Ritterschaft                          |                             | Otto Theodor von Manteuffel                                                    | Wirklicher Geheimer Oberregierungsrat und Direktor des Ministeriums des Inneren, Berlin |
| Ritterschaft                          |                             | Friedrich Heinrich Sigismund Gustav von Carlsburg                              | Regierungsrat und Landrat, Schönaich                                                    |
| Städte                                |                             | Carl Eduard Moewes                                                             | Stadtsyndikus und Kammergerichtsassessor, Berlin                                        |
| Städte                                |                             | Schauss                                                                        | Kaufmann, Berlin                                                                        |
| Städte                                |                             | Carl Friedrich Wilhelm Knoblauch                                               | Geheimer Finanzrat und Kaufmann, Stadtältester, Berlin                                  |
| Städte                                |                             | Hammer                                                                         | Kaufmann und Stadtrat, Brandenburg                                                      |
| Städte                                |                             | Gericke                                                                        | Ökonom und Stadtverordneter, Perleberg                                                  |
| Städte                                |                             | Linau                                                                          | Kaufmann und Stadtrat, Frankfurt (Oder)                                                 |
| Städte                                |                             | Wilhelm Grabow                                                                 | Kriminalrat und Oberbürgermeister zu Prenzlau                                           |
| Städte                                |                             | Beuster                                                                        | Brauereigentümer, Neu-Ruppin                                                            |
| Städte                                |                             | Lohse                                                                          | Apotheker, Gardelegen                                                                   |
| Städte                                |                             | Ferdinand Stämmler                                                             | Bürgermeister, Wilsnack                                                                 |
| Städte                                |                             | Dr. Eduard Zimmermann                                                          | Bürgermeister, Spandau                                                                  |
| Städte                                |                             | Waldmann                                                                       | Ratsherr, Königsberg i.d.N.                                                             |
| Städte                                |                             | Zimmermann                                                                     | Bürgermeister, Friedeberg                                                               |
| Städte                                |                             | Hübler                                                                         | Ratsherr, Cottbus                                                                       |
| Städte                                |                             | Carl Anwandter                                                                 | Apotheker, Calau                                                                        |
| Städte                                |                             | Johann Wilhelm Neumann                                                         | Bürgermeister, Lübben                                                                   |
| Städte                                |                             | Ferdinand August Offermann                                                     | Fabrikbesitzer, Sorau                                                                   |
| Städte                                |                             | Johann Friedrich Karl Winzler                                                  | Kaufmann, Lübbenau                                                                      |
| Städte                                |                             | Ludwig von Jacobs                                                              | Stadtrat, Potsdam                                                                       |
| Städte                                |                             | Kleinloff                                                                      | Kaufmann, Salzwedel                                                                     |
| Städte                                |                             | Gustav Leist                                                                   | Hauptmann a. D., Wriezen                                                                |
| Städte                                |                             | Dr. Constantin August Schmidt                                                  | Kreis-Physikus, Zossen                                                                  |
| Städte                                |                             | Grantze                                                                        | Kämmerer, Soldin                                                                        |
| Landgemeinden                         |                             | Sültmann                                                                       | Schulze, Mellin                                                                         |
| Landgemeinden                         |                             |                                                                                | Die Einträge 24 bis 28 sind in der Quelle leider unlesbar                               |
| Landgemeinden                         |                             | Krohn                                                                          | Gutsbesitzer, Werben                                                                    |
| Landgemeinden                         |                             | Röseler                                                                        | Freigutsbesitzer, Niederfinow                                                           |
| Landgemeinden                         |                             | Böning                                                                         | Lehnschulze, Schwechenwalde                                                             |
| Landgemeinden                         |                             | Berein                                                                         | Erbzinsgutsbesitzer, Louisenruh                                                         |
| Landgemeinden                         |                             | Dolz                                                                           | Kruggutsbesitzer, Klein-Beuche                                                          |
| Landgemeinden                         |                             | Müller                                                                         | Gerichtsschulze, Droskau                                                                |